# Clintonville, Wisconsin
Clintonville är en stad (city) i Waupaca County i Wisconsin i USA. Vid 2010 års folkräkning hade Clintonville 4 559 invånare.

## Kända personer från Clintonville
- Daniel V. Speckhard, diplomat